# تاوباو (موقع)
تاوباو (بالصينية المبسطة:淘宝网، بالصينية التقليدية: 淘宝网، بالبينيين: Táobǎo Wǎng) هو موقع صيني للتسوق عبر الإنترنت على غرار موقع إيباي وأمازون [ 2 ] أنشئ في جمهورية الصين الشعبية من قبل مجموعة علي بابا.
أسسته مجموعة علي بابا في 10 مايو 2003 ، سوق تاوباو يسهل الشراء والبيع بين المستهلك إلى المستهلك (C2C) بالتجزئة من خلال توفير منصة للشركات الصغيرة وأصحاب المشاريع الفردية لفتح متاجر التجزئة على الإنترنت التي تلبي احتياجات المستهلكين في المقام الأول إلى الصين وهونغ كونغ وماكاو وتايوان. [ 3 ]
مع حوالي 760 مليون قوائم المنتجات اعتبارا من مارس عام 2013، تاوباو السوق هي واحدة من أكبر 10 مواقع الأكثر زيارة في العالم وفقا ل اليكسا. [ 4 ] للسنة المنتهية في 31 مارس 2013، وحجم مجتمعة الإجمالي للبضائع (GMV) من السوق تاوباو وتجاوزت Tmall.com 1000000000000 يوان. [ 5 ]
الباعة قادرون على إضافة السلع الجديدة والمستعملة للبيع أو إعادة بيع على موقع تسوق تاوباو إما من خلال السعر الثابت أو المزاد. في حين المزادات يشكلون نسبة صغيرة من المعاملات، فإن الغالبية الساحقة من المنتجات على تاوباو شراء البضائع هي العلامة التجارية الجديدة التي تباع بأسعار ثابتة. يمكن للمشترين تقييم البائع الخلفيات عن طريق المعلومات المتوفرة على الموقع، بما في ذلك التقييمات والتعليقات والشكاوى.

## معلومات عن وكلاء تاوباو
وكيل تاوباو يساعد الأجانب لشراء المنتجات من Taobao.com. انه يجمع معظم المتسوقين عبر الإنترنت في الصين لمجموعة كبيرة ومتنوعة من المنتجات، والملايين من الفئات، وسعر المطلق ميزة. على أساس، وتقديم خدمات التسوق وكيل، والتي سوف تعود بالفائدة على جميع العملاء الأجانب من شراء على تاوباو. هناك العديد من verisons اللغة في الشبكة، وكيل الشهيرة مثل wheretao.com ، ولكن لا شيء رسمي من قبل وكلاء تاوباو. ومع ذلك، هناك الكثير من مثل التسوق في جنوب شرق هذه العوامل.